# Cryptopodia echinosa
Cryptopodia echinosa is een krabbensoort uit de familie van de Parthenopidae. De wetenschappelijke naam van de soort is voor het eerst geldig gepubliceerd in 1998 door Chiong & Ng.